# Roman Khalanchuk
Roman Olegovich Khalanchuk (tiếng Nga: Роман Олегович Халанчук; sinh ngày 25 tháng 1 năm 1993) là một cầu thủ bóng đá người Nga. Anh thi đấu cho F.K. Lokomotiv-Kazanka Moskva.

## Sự nghiệp câu lạc bộ
Anh có màn ra mắt tại Giải bóng đá chuyên nghiệp quốc gia Nga cho FC Chernomorets Novorossiysk vào ngày 3 tháng 4 năm 2016 trong trận đấu với FC Angusht Nazran.